# Запис Милетића орах (Лебина)
Запис Милетића орах (Лебина) се налази на парцели чији је власник Милетић Слободан.

## Локација
| Општина             | Параћин                                                                     |
| Катастарска општина | Лебина                                                                      |
| Потес               | Сојак                                                                       |
| Координате          | 43° 49′ 18″ С; 21° 27′ 02″ И / 43.821599999999997° С; 21.450600000000001° И |
| Надморска висина    | 170m                                                                        |

## Карактеристике
Дендрометријске вредности утврђене на терену и сателитским снимцима:
| Стабло                     | Орах |
| Висина стабла              | m    |
| Обим дебла                 | m    |
| Пречник крошње             | 12m  |
| Пречник дебла              | m    |
| Висина дебла до прве гране | m    |

## База записа
Запис је у оквиру Викимедија пројекта "Запис - Свето дрво" заведен под редним бројем 0013.